# Piotr Kafarov
Piotr Kafarov (selon l'onomastique russe : Piotr Ivanovitch Kafarov, cyrillique Пётр Ива́нович Кафа́ров), également connu sous le nom d'archimandrite Palladius (nom monastique Palladi, en russe : Палла́дий), né en 1817 et mort en 1878, est un prêtre orthodoxe et un sinologue russe.

## Biographie
Né dans la province de Kazan, où son père était curé, le jeune Piotr est admis au séminaire ecclésiastique de Kazan, puis à l'Académie théologique de Saint-Pétersbourg, où il suit les cours de chinois de Nikita Bitchourine. 
Devenu moine orthodoxe, il prit le nom de Palladius et arriva à Pékin pour la première fois en 1840, avec la douzième mission russe en Chine. Élevé à la dignité d'archimandrite en 1848, l'année suivante il revient en tant que chef de mission à Pékin, où il demeure pendant dix ans, gagnant en distinction comme chef ecclésiastique, représentant diplomatique et érudit oriental. Entre 1860 et 1864, il est aumônier de l'ambassade russe à Rome, où il étudie les antiquités de l'Église chrétienne. De 1865 à 1883, il est de nouveau à Pékin d'où il accomplit plusieurs voyages d'exploration. Il meurt à Marseille, durant le voyage de retour, en 1864. 
En Chine, sa charge spirituelle consistait principalement en une petite colonie de Tatares chrétiens déportés par l'empereur Kangxi de la ville d'Albazino jusqu'à Pékin. Il s'y distingua surtout par ses travaux géographiques et sinologiques, dont la publication de nombreux manuscrits inédits, y compris l' Histoire secrète des Mongols.
En 1870-1871, il parcourt l'Oussouri, la Soungatcha, le lac Khanka et la rivière Souïfoun, visite Nikolskoïé puis se rend au fort Vladivostok. Il établit d'importantes recherches archéologiques mais il ne reste que des fragments de ses travaux.
Le deuxième Congrès international de géographie tenu à Paris en 1875 lui a décerné une médaille pour son rapport sur son voyage d'exploration en 1870-71 à travers les provinces mandchouriennes du nord-est. Le gouvernement russe lui a conféré l'ordre de Sainte-Anne puis celui de Saint-Wladimir.
Palladius Kafarov reste connu pour son système de transcription du chinois en russe (cyrillisation), qui porte son nom ("Palladi") et est encore le système officiel en Russie. Il a consacré la fin de sa vie, à partir de 1871, à la rédaction du premier dictionnaire russo-chinois, complété par son disciple Pavel Stepanovitch Popov.

## Publications
- Liste de ses publications dans le Chinese Recorder and Missionary Journal (en) in Kathleen Lodwick, The Chinese Recorder Index: A Guide to Christian Missions in Asia, vol. 1, p. 370. – Nombreux numéros du Chinese Recorder en ligne sur Archive.
- Palladius Kafarov, Deux traversées de la Mongolie : Notes de voyages en 1847 et 1859, Bulletin de géographie historique et descriptive, 1894 (lire en ligne)
- (en) Traces of Christianity in Mongolia and Chine in the XIIIth Century from Chinese sources, Chinese Recorder n° 6, 1875, p. 104 (lire en ligne).
- (en) Elucidations of Marco Polo's Travels in North China, drawn from Chinese sources, North-China Branch of the Royal Asiatic Society, new series, n° X, Shanghai, 1876, pp. 1-54 (lire en ligne).
- (en) An expédition though Manchuria, from Pekin to Blagoveschinsk in 1870, Journal of the Royal Geographic Society of London, vol. 42, 1872 (lire en ligne).
- (en) The Mohammedans in China, traduit du russe en anglais par T. F. Shubin (sans date ; voir WorldCat).
- Dictionnaire chinois-russe, 1888 (lire en ligne : volume 1, volume 2).
- Autre publications listées dans Popov, A Biographical Notice.